# 柳璞
柳璞（?—?），字韬玉，唐朝京兆华原县（今陕西省铜川市耀州区）人，柳公绰之孙，柳仲郢之子。
柳璞好学而不求做官。著有《春秋三氏异同义》，又述《天祚长历》，时间截止自汉武帝纪元，为编年体史书，以大的政事、大祥异、侵叛战伐编录，闰位的王朝和君主附见于后，常说“杜征南《春秋后序》记述的岁时日历能得其实，其他史家都差一些”，蔣係深以为然。柳璞官至著作郎。